# Ольшанка (Жашковский район)
Ольшанка (укр. Вільшанка) — село в Жашковском районе Черкасской области Украины.
Население по переписи 2001 года составляло 351 человек. Почтовый индекс — 19200. Телефонный код — 4747.

## Местный совет
19200, Черкасская обл., Жашковский р-н, с.Ольшанка